# Brigitta Callens
Brigitta Callens (Oudenaarde, 28 september 1980) is een voormalig Belgisch model en is momenteel werkzaam als yogadocent.

## Loopbaan
Callens was werkzaam als model en won in 1999 de Miss België-verkiezing. Hierna ging ze tevens werken als schoonheidsconsulent. Ze was vanaf haar achttiende het internationale gezicht voor Sensodyne-tandpasta.
In 2001 was ze deelnemer aan het VTM televisieprogramma Big Brother VIPS en deed ze mee aan het spelprogramma De Nationale Test.
In Azië ontwikkelde ze een liefde voor zen en yoga en bracht in 2005 een juwelenlijn uit gebaseerd op het ontluiken van de eerste bloesem in Japan. Ook studeerde ze in India raja-yoga en verbleef ze in de ashram van Sri Aurobindo. Ze ging in de leer bij spirituele leraren en meesters in Thailand, Indonesië, Amerika en reisde door de Himalaya waar ze spirituele leiders ontmoette.
In 2005 nam Callens deel aan een survivaltocht van Zanzibar naar de Kilimanjaro voor het televisieprogramma Stanley's Route, van VT4. Ze was tevens winnaar van het Belgisch “challenging” programma "Fear Factor" in 2005 in Argentinië. Ze werkte op de zender Life!tv mee aan een tv-programma over gezond en evenwichtig leven en werkte voor het Belgisch-Nederlandse blad 'YOGA' als cover-yoga-model en yogadocent.
Callens volgde aan de European Academy for Natural Healthcare een opleiding natuurgeneeswijze en gezondheidstherapie. Ze is werkzaam als holistisch therapeut in traditionele oosterse relaxatietechnieken, ontspanning en yoga nidra en behandelt marmapunten en nadi's. Ook is ze yogadocent.

## Persoonlijk
Callens had een relatie met Frank Verstraeten; beiden waren slachtoffer van een homejacking die de pers breed haalde. Hierna trouwde ze met de architect Juul Van Leysen waar ze enkele jaren later van scheidde. In haar vrije tijd doet Callens aan kalligrafie en onderneemt ze natuurreizen. In 2018 had Callens een ongeval doordat ze van de trap viel, met zwaar lichamelijk en geestelijk letsel tot gevolg. Na een zware revalidatie leerde ze opnieuw spreken, staan en lopen en kon zij haar werkzaamheden hervatten.
- Gemeinsame Normdatei: 1165888572
- Virtual International Authority File: 1129153596620751900005